# Castro de Porto de Baixo
El castro de Porto de Baixo está situado en el lugar de Anquieiro, al lado de una pequeña y hermosa cala en la parte sur del Parque natural de las Dunas de Corrubedo y lagunas de Carregal y Vixán, y pertenece a la parroquia de San Pelayo de Carreira, en el municipio de Ribeira (provincia de La Coruña, Galicia, España).

## Historia
Este yacimiento fue descubierto de casualidad en el año 1978, cuando se hacían sobre él unas tareas ilegales de extracción de arena, algo muy frecuente en esa época. Pocos años después, aún hubo quien se aprovechó del hallazgo para extraer piedras de su muralla y utilizarlas en ornamentar las paredes de viviendas particulares. 
A mediados del año 2004 su estado era lamentable, y se podía ver el trozo de muralla descubierta totalmente deshecha. Cabe destacar que ninguna administración local ni central puso el más mínimo interés en sacar a la luz este antiguo poblado, que estaba al lado de un caminito de pies 
deshaciéndose poco a poco.

## Descripción
El castro consta de unas pequeñas construcciones totalmente enterradas y rodeadas de una impresionante muralla, que las protege aprovechándose de la morfología del terreno. Mide unos 90 x 40 m y tiene forma ovalada. Por su cara oeste, el mar le hace de defensa natural a este recinto. Según los expertos, este poblado posiblemente estuvo habitado entre los siglos IV al II a. C. En diciembre del año 2004, se hicieron en él unas pequeñas excavaciones para sacar a la luz su gran muralla defensiva.

## Imágenes del castro de Porto de Baixo

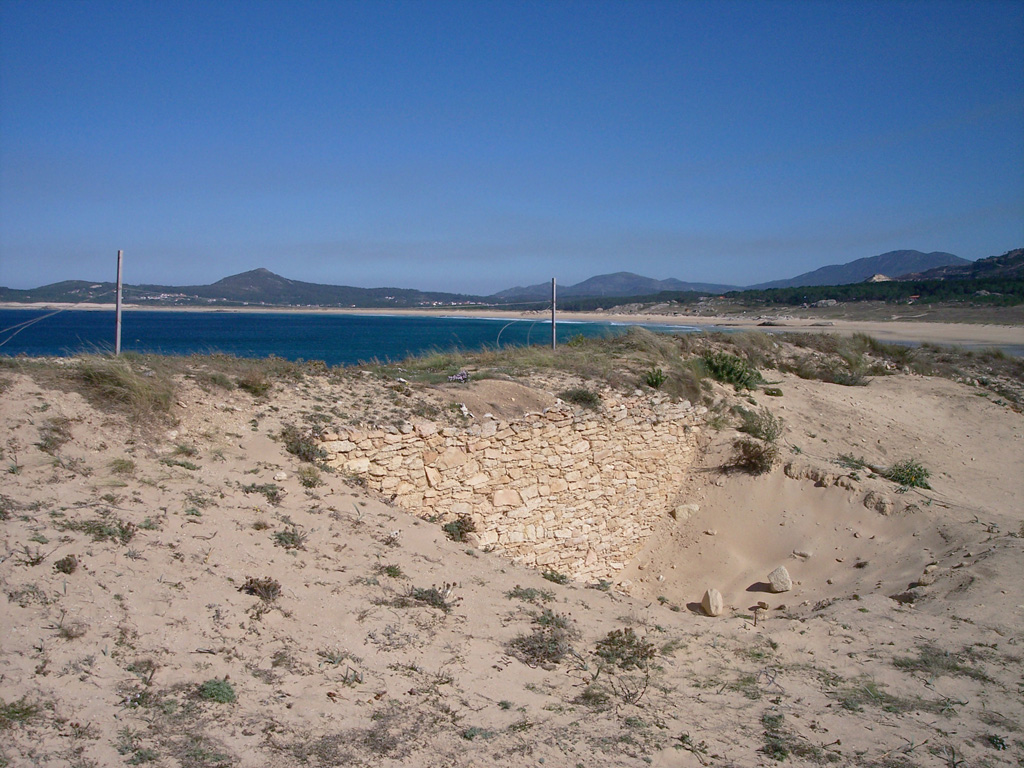
Muralla del castro de Porto de Baixo.
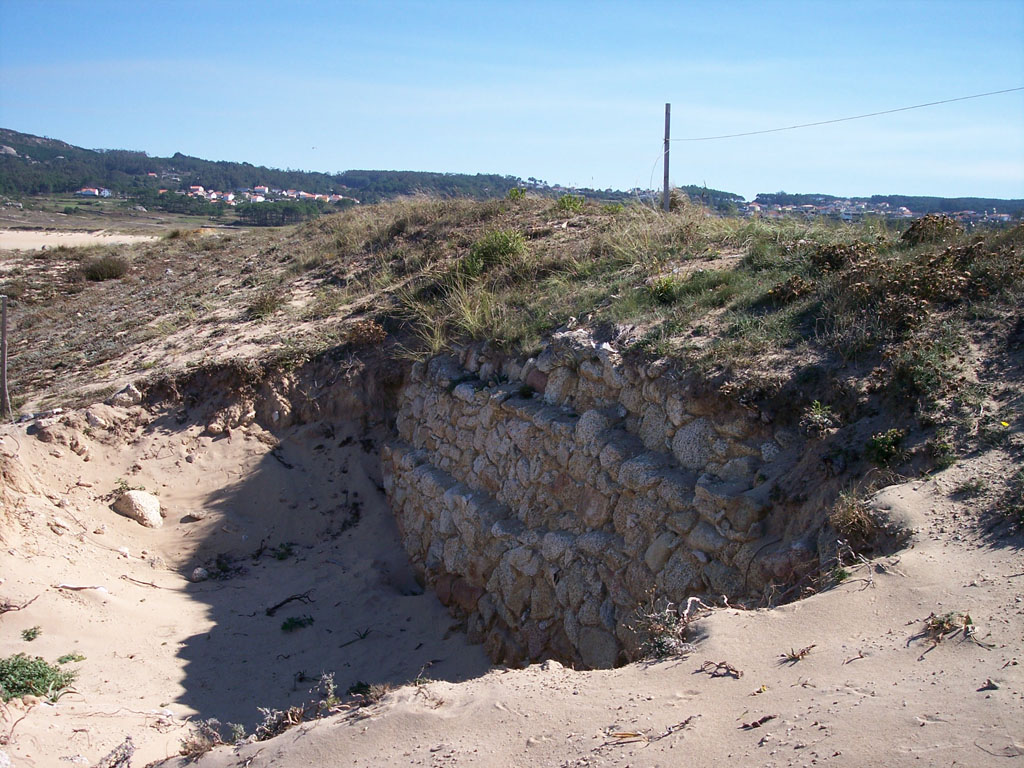
Muralla del castro de Porto de Baixo.
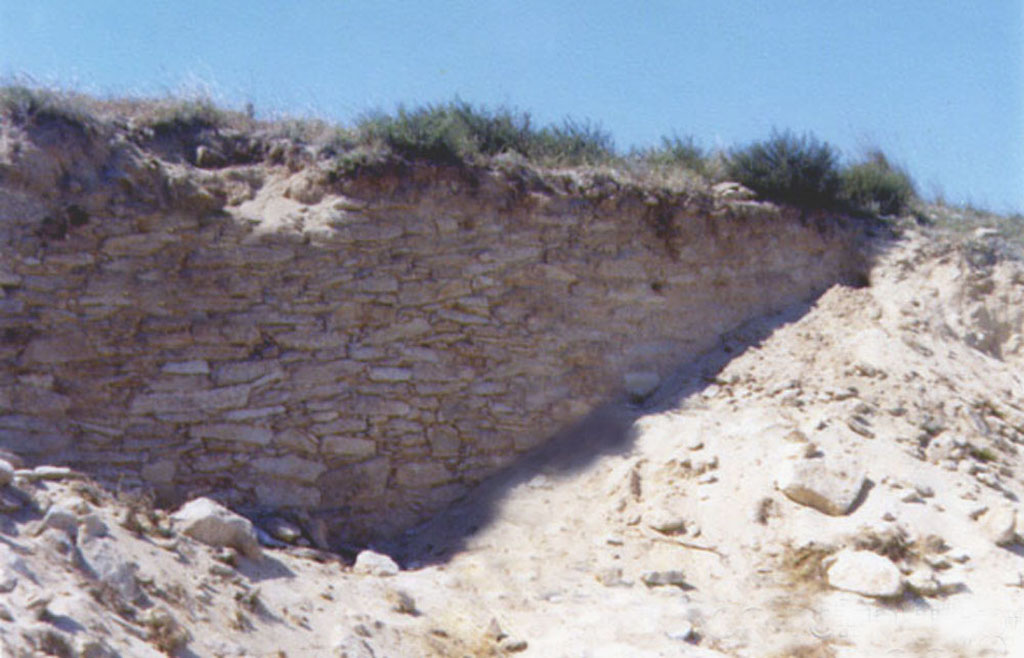
El castro de Porto de Baixo en 1978.